# Anugana limbatis
Anugana limbatis är en fjärilsart som beskrevs av Embrik Strand 1924. Anugana limbatis ingår i släktet Anugana och familjen nattflyn. Inga underarter finns listade i Catalogue of Life.